# تيتي (سعدان)
تيتي ، أو سعادين تيتي (الأسم العلمي: Callicebinae) وهي أُسرة فرعية لفصيلة سعادين عارية الوجه، من قرود العالم الجديد، والتي تحتوي على ثلاثة أجناس موجودة Cheracebus ، Callicebus ، و Plecturocebus. تحتوي هذه العائلة الفرعية أيضًا على الأجناس المُنقرضة Xenothrix و Antillothrix و Paralouatta و Carlocebus و Lagonimico وربما أيضًا Tremacebus .
يعيش سعدان تيتي في أمريكا الجنوبية، من كولومبيا إلى البرازيل وبوليفيا وبيرو وشمال باراغواي.

## الوصف
اعتمادًا على الأنواع ، يبلغ طول الرأس والجسم 23–46 سنتيمتر (9.1–18.1 بوصة) ، وذيل أطول من الرأس والجسم 26–56 سنتيمتر (10–22 بوصة). تختلف أنواع اختلافًا كبيرًا في التلوين، ولكنها تشبه بعضها البعض في معظم تكويت الجسدي. لديهم فرو طويل وناعم ، وعادة ما يكون مُحمرًا أو بنيًا أو رماديًا أو مسودًا ، وفي معظم الأنواع يكون الجانب السفلي أفتح أو أكثر احمرارًا من الجانب العلوي. بعض الأنواع لها جباه سوداء أو بيضاء متباينة ، في حين أن جميع أعضاء جنس Cheracebus لديهم نصف طوق أبيض.  الذيل دائمًا فروي وغير قادر على الإمساك بالأشياء.

## علم الاحياء
يفضل التيتي في الغالب الغابات الكثيفة بالقرب من الماء. يقفزون بسهولة من فرع إلى فرع ، ويكسبونهم اسمهم الألماني، سبرينغافين أي(القرود القافزة). ينامون في الليل، ولكن يمكنهم أيضًا أن يأخذوا غفوة في مُنتصف النهار.
التيتي هي إقليمية. يعيشون في مجموعات عائلية تتكون من الآباء وذريتهم ، ويصلوا من اثنين إلى سبعة قرود في المجموع. يدافعون عن أراضيهم من خلال الصراخ ومُطاردة المتسللين، لكنهم نادراً ما يشاركون في القتال الفعلي. يعد الاستمالة والتواصل مهمًا للتعاون بين المجموعة. يمكن رؤيتها عادة في أزواج جالسة أو نائمة مع ذيول متشابكة.
يتكون النظام الغذائي لدى التيتي بشكل أساسي من الفواكه، على الرغم من أنها تأكل أيضًا الأوراق والزهور والحشرات وبيض الطيور والفقاريات الصغيرة.
التيتي أحادي الزواج ، التزاوج مدى الحياة. تحمل الأنثى فردا واحدًا بعد حوالي خمسة أشهر من الحمل. نادرا ما يحدث التوائم ، بعد أن تم توثيقها في 1.4 ٪ فقط من جميع الولادات في مجموعات الأسيرة من plecturocebus moloch. على الرغم من أن الرضيع الثاني عادة لا ينجو ، إلا أن الحالات التي تبنت فيها المجموعات المجاورة معروفة للرضع، مما يشير إلى أنه قد يتم تربية التوائم بنجاح في ظل ظروف معينة. غالبًا ما يكون الأب هو الذي يهتم بالشباب، ويحمله ويحضره إلى الأم فقط للتمريض. يميل الآباء إلى الانخراط في المزيد من الاستمالة، وتقاسم الطعام، والتفتيش، والعدوان واللعب مع الرضع أكثر من الأمهات. يتم فطام الشباب بعد 5 أشهر ويبلغون بالكامل بعد عامين. بعد ثلاث سنوات أو أكثر ، يغادرون مجموعة عائلاتهم من أجل العثور على رفيق. على الرغم من أن متوسط العمر المتوقع لمعظم الأنواع غير واضح ، إلا أن أعضاء جنس Cheracebus قد يعيشون لمدة تصل إلى 12 عامًا في البرية ، بينما كان من المعروف أن أعضاء مجموعة P. moloch يعيشون لأكثر من 25 عامًا في الأسر.

## التصنيف
تضاعف عدد الأنواع المعروفة من سعدان تيتي في السنوات الأخيرة، مع ثمانية، P. stephennashi و P. bernhardi و P. caquetensis و P. aureipalatii و P. miltoni و P. urubambensis و P. grovesi و P. parecis التي تم وصفها من حوض الأمازون منذ عام 2000. علاوة على ذلك، فإن المراجعة الأحدث تستخدم مفهوم الأنواع التطورية (وبالتالي لا يعترف بمفهوم الأنواع الفرعية) بدلاً من مفهوم الأنواع البيولوجية «التقليدية». وبالتالي فإن التصنيف المعروض هنا يختلف اختلافا كبيرا عن التصنيفات المستخدمة قبل عشرين عاما. تم بيع حقوق تسمية الأنواع المكتشفة مؤخرًا بالمزاد العلني (مع ذهاب الأموال إلى منظمة غير ربحية)، وكان الفائز هو GoldenPalace.com الكازينو عبر الإنترنت، كما ينعكس في كل من الاسم الشائع والعلمي لـ P. aureipalatii. في حين أن هذا عادة ما يكون حدثًا غير عادي للغاية في التصنيف العلمي، فقد تم أيضًا تقديم إمكانية تسمية نوع من التيتي مقابل تبرع كبير لمؤسسة غير ربحية قبل بضع سنوات، مما أدى إلى تسمية P. bernhardi على اسم الأمير برنارد من هولندا.
نظرًا للتنوع الكبير الموجود في أنواع قرود التيتي، تم اقتراح تصنيف جديد على مستوى الجنس مؤخرًا يعترف بثلاثة أجناس داخل فصيلة Callicebinae.
- جنس Plecturocebus
  - مجموعة P. donacophilus
    - تيتي أبيض الأذن ، Plecturocebus donacophilus
    - تيتي ريو بيني ، Plecturocebus modestus
    - تيتي ريو مايو ، Plecturocebus oenanthe
    - تيتي الأخوان أولالا ، Plecturocebus olallae
    - تيتي أبيض ، Plecturocebus pallescens
    - تيتي أوروبامبا بُني ، Plecturocebus urubambensis [11]

  - مجموعة P. moloch
    - تيتي باتيستا ، Plecturocebus baptista
    - تيتي الأمير برنهارد ، Plecturocebus bernhardi
    - تيتي بُني ، Plecturocebus brunneus
    - تيتي أسود رَمادي ، cinerascens Plecturocebus
    - تيتي هوفمان ، Plecturocebus hoffmannsi
    - تيتي ميلتون ميلتون ، Plecturocebus miltoni [12] [13]
    - تيتي أحمر البطن ، Plecturocebus moloch
    - تيتي Toppin's ، Plecturocebus toppini
    - تيتي فييرا ، Plecturocebus vieirai [14]
    - تيتي ماديدي ، Plecturocebus aureipalatii
    - تيتي كستنائي البطن ، Plecturocebus caligatus
    - تيتي كاكيتا ، Plecturocebus caquetensis
    - تيتي نحاسي ، Plecturocebus cupreus
    - تيتي أبيض الذيل ، Plecturocebus discolor
    - تيتي هيرشكوفيتز ، Plecturocebus dubius
    - تيتي مُزخرف ، Plecturocebus ornatus
    - تيتي ستيفن ناش ، Plecturocebus stephennashi
- جنس Cheracebus
  - تيتي الشيطان ، Cheracebus lucifer
  - تيتي أسود ، Cheracebus lugens
  - تيتي أسود اليد كولومبي ، Cheracebus medemi
  - تيتي ريو بوروس ، Cheracebus purinus
  - تيتي أحمر الرأس ، Cheracebus regulus
  - تيتي ذو الطوق ، Cheracebus torquatus
- جنس Callicebus
  - تيتي باربرا براون ، Callicebus barbarabrownae
  - تيتي كويمبرا فيلهو ، Callicebus coimbrai
  - تيتي الساحل الأسود ، Callicebus melanochir
  - تيتي اسود الجبهة ، Callicebus nigrifrons
  - تيتي أطلسي ، Callicebus personatus
- † جنس Xenothrix
  - † قرد جامايكي Xenothrix mcgregori
- † جنس Paralouatta ، القرود الكوبية
  - † Paralouatta varonai
  - † Paralouatta marianae
- † جنس Antillothrix
  - † قرد هسبانيولان Antillothrix bernensis